# Thaddäus von Parma
Thaddäus von Parma, auch Taddeo de Parma, lebte in der ersten Hälfte des 14. Jahrhunderts. Er war Gelehrter und Professor an der Artisten-Fakultät der Universität Bologna und gehörte zu den ersten Vertretern des lateinischen Averroismus in Italien.
Seine wesentlichen Veröffentlichungen sind Werke zur Metaphysik und „De anima“, beispielsweise das Werk "Quaestio de Elementis, Quaestio de augmento und andere quaestiones".

## Schriften
- Quaestio de Elementis, Quaestio de augmento, Quaestio de diversitate et ordine formarum generis et speciei
- Commentum super theoricam planetarium Gerardi Cremonensis, ca. 1318 (Kommentar zur "Theoria Planetarum" von Gerhard von Cremona)
- Quaestio „Utrum elementa sub propriis formis manesnt in mixto“, 1321
- Quaestio „Utrum esse et essentia sint idem realiter“, ca. 1321
- Commentum super theorica planetarum Campani
- Expositio Theoricae Planetarum